# مانك
مانك (بالإنجليزية: Mank)‏ هو فيلم دراما وسيرة ذاتية أمريكي من إخراج ديفيد فينشر، مبني على نص من كتابة والده جاك فينشر. قصته تتبع السيناريست هيرمان جي. مانكيوز وصراعاته مع المخرج أورسن ويلز حول نص فيلم المواطن كين (1941). الفيلم من بطولة غاري أولدمان وأماندا سيفريد وليلي كولينز وأرليس هوارد وتوم بيلفري سام تروتون وفرديناند كينغسلي وتوبنس ميدلتون وتوم بيرك وتشارلز دانس.
جاك فينشر كتب النص في تسعينات القرن العشرين وأراد ابنة ديفيد تصوير الفيلم بعد انتهائه من اللعبة (1997)، لكن المشروع بقي معلقاً وتوفي جاك فينشر في عام 2003. في نهاية المطاف تم الإعلان عن المشروع رسميًا في يوليو 2019، وتم التصوير حول لوس أنجلوس من نوفمبر 2019 إلى فبراير 2020.
صدر مانك على نتفليكس يوم 4 ديسمبر 2020.

## مقدمة
تركز القصة على حياة هيرمان جي. مانكيوز الذي كتب فيلم المواطن كين والمشاكل التي نشأت مع أورسون ويلز أثناء الإنتاج وحتى إصدار الفيلم.

## طاقم التمثيل
- غاري أولدمان بدور هيرمان جي. مانكيوز
- أماندا سيفريد بدور ماريون ديفيز
- تشارلز دانس بدور ويليام راندولف هارست
- ليلي كولينز بدور ريتا الكسندر
- أرليس هوارد بدور لويس بي. ماير
- توم بيلفري بدور جوزيف مانكيفيتس
- سام تروتون بدور جون هاوسمان
- فرديناند كينغسلي بدور إيرفينج ثالبرج
- توبنس ميدلتون بدور سارة مانكيفيتش
- توم بيرك بدور أورسن ويلز
- جوزيف كروس بدور تشارلز ليدرير
- جيمي ماك شين [الإنجليزية] بدور شيلي ميتكالف
- توبي ليونارد مور بدور ديفيد أوه سيلزنيك